# Bentyra testacea
Bentyra testacea là một loài tò vò trong họ Ichneumonidae.